# Silvia Colloca
Silvia Rosa Roxburgh(Née:Colloca - 23 de julho de 1977) é uma ex-modelo, atriz, cantora de ópera, autora de livros e apresentadora de televisão italo-australiana. Conhecida por seus papeis em Van Helsing como Verona, uma das noivas de Drácula, Lesbian Vampire Killers como Carmilla e The Detonator como Nadia Cominski, como escritora ja prublicou 6 livros de culinária.

## Ligações Externas
- Silvia Colloca. no IMDb.